# Tjerkessk
Tjerkessk (ryska: Черке́сск) är huvudstad och största stad i delrepubliken Karatjajen-Tjerkessien i norra Kaukasien, som ligger i södra Ryssland. Den är belägen vid floden Kuban i den låglänta norra delen av delrepubliken och har cirka 125 000 invånare. Staden grundades 1804 som Batalpasjinskaja. Den döptes om till Batalpasjinsk 1931, till Sulimov 1934, till Jezjovo-Tjerkessk 1937 och slutligen till Tjerkessk 1939.